# سایت رامسر

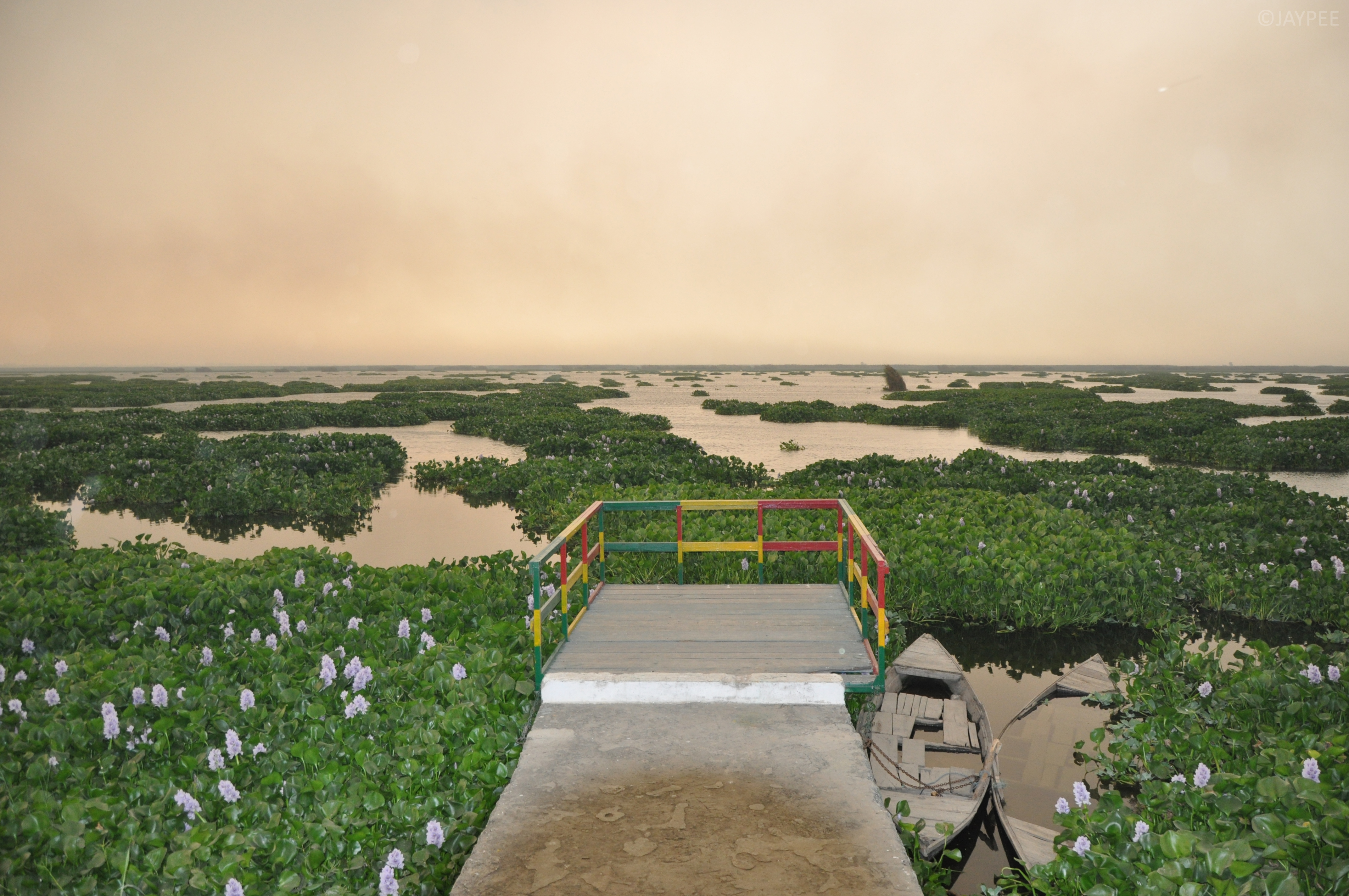
تالاب هاریکه یک سایت رامسر در هند است

سایت رامسر (به انگلیسی: Ramsar site) یک سایت تالابی است که بر اساس کنوانسیون رامسر، که همچنین به عنوان «کنوانسیون تالاب‌ها» شناخته می‌شود، یک معاهده بین‌دولتی زیست‌محیطی است که در سال ۱۹۷۱ توسط یونسکو ایجاد شد و در سال ۱۹۷۵ لازم‌الاجرا شد. اقدامات ملی و همکاری بین‌المللی در خصوص حفاظت از تالاب‌ها و استفاده عاقلانه پایدار از منابع آنها را فراهم می‌کند. رامسر تالاب‌هایی با اهمیت بین‌المللی به ویژه تالاب‌هایی را شناسایی می‌کند که زیستگاه پرندگان آبزی هستند.
تا اوت سال ۲۰۲۲، ۲۴۵۳ سایت رامسر در سراسر جهان وجود دارد که از ۲۵۵٬۷۹۲٬۲۴۴ هکتار (۶۳۲٬۰۷۶٬۴۰۰ جریب فرنگی) محافظت می‌کند و ۱۷۱ دولت ملی در آن مشارکت دارند.

## فهرست کردن سایت
سایت‌های رامسر در فهرست تالاب‌های رامسر با اهمیت بین‌المللی ثبت شده‌اند.
سازمان غیرانتفاعی Wetlands International دسترسی به پایگاه رامسر را از طریق سرویس اطلاع‌رسانی سایت‌های رامسر فراهم می‌کند.

## معیارهای سایت رامسر
اگر یکی از ۹ معیار زیر اعمال شود، یک تالاب می‌تواند از نظر بین‌المللی مهم در نظر گرفته شود:
- معیار ۱: «شامل نمونه ای نماینده، نادر یا منحصر به فرد از نوع تالاب طبیعی یا تقریبا طبیعی است که در منطقه جغرافیایی زیستی مناسب یافت می‌شود.»
- معیار ۲: «از گونه‌های آسیب‌پذیر، در معرض خطر یا در بحران انقراض یا جوامع زیست‌محیطی در معرض تهدید حمایت می‌کند.»
- معیار ۳: «از جمعیت گونه‌های گیاهی و/یا جانوری که برای حفظ تنوع زیستی یک منطقه جغرافیایی زیستی خاص مهم هستند، پشتیبانی می‌کند.»
- معیار ۴: «گونه‌های گیاهی و/یا جانوری را در مرحله حساسی از چرخه زندگی آنها پشتیبانی می‌کند، یا در شرایط نامطلوب پناه می‌دهد.»
- معیار ۵: «به طور منظم از ۲۰۰۰۰ یا بیشتر پرنده آبی پشتیبانی می‌کند.»
- معیار ۶: «به طور منظم از ۱٪ از افراد در جمعیت یک گونه یا زیرگونه پرنده آبی حمایت می‌کند.»
- معیار ۷: «از بخش قابل توجهی از زیرگونه‌ها، گونه‌ها یا خانواده‌های ماهیان بومی، مراحل تاریخ حیات، برهم‌کنش‌های گونه‌ها و/یا جمعیت‌هایی که نماینده فواید و/یا ارزش‌های تالاب هستند حمایت می‌کند و در نتیجه به تنوع زیستی جهانی کمک می‌کند».
- معیار ۸: «منبع مهم غذا برای ماهیان، محل تخم‌ریزی، نهالستان و/یا مسیر مهاجرت است که ذخایر ماهی چه در داخل تالاب و چه در جاهای دیگر به آن وابسته است.»
- معیار ۹: «به طور منظم از ۱٪ از افراد در جمعیت یک گونه یا زیرگونه از گونه‌های جانوری غیر پرندگان وابسته به تالاب حمایت می‌کند.»

## طبقه‌بندی
سیستم طبقه‌بندی رامسر برای نوع تالاب یک طبقه‌بندی تالاب است که در چارچوب کنوانسیون رامسر به‌عنوان وسیله‌ای برای شناسایی سریع انواع اصلی تالاب‌ها برای هدف‌های این کنوانسیون طراحی شده‌است.

### تالاب‌های دریایی/ساحلی
- آب شور:
  - دائمی:
    - (الف) آبهای دریایی کم‌عمق دائمی: عمق کمتر از ۶ متر در جزر و مد. از جمله خلیج‌ها و تنگه‌های دریایی
    - (ب) بسترهای آبی زیر جزر و مدی دریایی: پوشش گیاهی زیر آب. از جمله بسترهای کلپ و بسترهای چمن دریایی و علفزارهای دریایی گرمسیری
    - ج) صخره‌های مرجانی

  - سواحل:
    - (د) سواحل دریایی صخره‌ای
    - (E) سواحل شنی، زونا یا سنگریزه
- آب شور یا شور:
  - جزر و مد:
    - (ز) گل و لای جزر و مدی، ماسه یا نمک
    - (H) مرداب‌های جزر و مدی
    - (I) تالاب‌های جنگلی جزر و مدی

  - مرداب‌ها:
    - (J) تالاب‌های لب شور / شور ساحلی

  - آب‌های مصب:
    - (F) آبهای مصب
- آب شور، شور یا شیرین:
  - زیرزمینی:
    - (Zk(a)) کارست و دیگر سیستم‌های هیدرولوژیکی زیرزمینی
- آب شیرین:
  - مرداب‌ها:
    - (K) تالاب‌های آب شیرین ساحلی

### تالاب‌های داخلی
- آب شیرین:
  - آب جاری:
    - دائمی:
      - دلتاهای دائمی رودخانه‌های داخلی (L)
      - رودخانه ها / نهرها / نهرهای دائمی (M)
        - چشمه‌های آب شیرین، واحه‌ها (Y)

    - رودخانه‌ها/ نهرها/ نهرهای فصلی/منقطع (N)

  - دریاچه‌ها / استخرها:
    - دائمی > ۸ هکتار (O)
    - دائمی < ۸ هکتار (Tp)
    - فصلی / متناوب > ۸ هکتار (P)
    - فصلی متناوب < ۸ هکتار (Ts)

  - مرداب‌ها در خاک‌های معدنی:
    - دائمی (با گیاهان چیره) (Tp)
    - دائمی / فصلی / متناوب (با بوته‌های چیره) (W)
    - دائمی / فصلی / متناوب (با درخت چیره) (Xf)
    - فصلی/منقطع (با گیاهان چیره) (Ts)

  - مرداب‌ها در خاک‌های پیت:
    - دائمی (غیرجنگلی) (U)
    - دائمی (جنگلکاری شده) (Xp)

  - باتلاق‌ها در خاک‌های غیرآلی یا پیت:
    - مرداب‌ها روی خاک‌های غیرآلی یا پیت / ارتفاع زیاد (آلپ) (Va)
    - مرداب‌ها روی خاک‌های غیرآلی یا پیت / توندرا (Vt)
- آب‌های شور، شور یا قلیایی:
  - دریاچه‌ها
    - دائمی (Q)
    - فصلی / متناوب (R)

  - مرداب‌ها / استخرها
    - دائمی (Sp)
    - فصلی / متناوب (Ss)
- آبهای تازه، شور، شور یا قلیایی:
  - زمین گرمایی (Zg)
  - زیرزمینی (Zk(b))

### تالاب‌های ساخت بشر
- (۱): استخرهای آبزی پروری
- (۲): استخرها (استخرهای مزرعه و انبار، مخازن کوچک انبار، یا مساحت کمتر از ۸ هکتار)
- (۳): اراضی آبی
- (۴): زمین‌های کشاورزی فصلی سیل زده
- (۵): سایت‌های بهره‌برداری نمک
- (۶): مناطق ذخیره آب / مخازن
- (۷): کاوشها
- (۸): مناطق تصفیه فاضلاب
- (۹): کانال‌ها و کانال‌های زهکشی یا خندق‌ها
- (Zk(c)): کارست ساخت بشر و دیگر سیستم‌های هیدرولوژیکی زیرزمینی